# Wydanie popularne
Wydanie popularne (łac. editio minor) – takie wydanie tekstu, które przeznaczone jest dla potrzeb szkół lub szerokiej publiczności. Nazwa "editio minor" (dosł. wydanie mniejsze) stosowana jest ze względu na brak aparatu krytycznego w tego rodzaju wydaniach.
Zawartość wydania popularnego bywa różna, każdorazowo zależna od docelowego grona czytelników. Głównym jego elementem jest tekst, niemal zawsze podany w transkrypcji i w modernizacji językowej dla dzieł dawnych. Jeśli wydanie zawiera komentarz, jest on z reguły zwięzły - brak jest aparatu krytycznego, podane są natomiast wyjaśnienia rzeczowe, zwłaszcza w wydaniach na użytek szkół. Jeśli wydanie zawiera wstęp, ma on zazwyczaj charakter eseistyczny.
Wydania popularne wyposażane są często w ilustracje i cechują się bogatszą szatą graficzną niż typowe wydania krytyczne, naukowe i naukowo-dydaktyczne.